# Божи-Дар (Замойський повіт)
Божи-Дар (пол. Boży Dar) — село в Польщі, у гміні Ситно Замойського повіту Люблінського воєводства.
Населення — 286 осіб (2011).

## Демографія
Демографічна структура станом на 31 березня 2011 року:
|          | Загалом | Допрацездатний вік | Працездатний вік | Постпрацездатний вік |
| -------- | ------- | ------------------ | ---------------- | -------------------- |
| Чоловіки | 143     | 32                 | 96               | 15                   |
| Жінки    | 143     | 30                 | 87               | 26                   |
| Разом    | 286     | 62                 | 183              | 41                   |